# Kandel (miasto)
Kandel – miasto w Niemczech, w kraju związkowym Nadrenia-Palatynat, w powiecie Germersheim, siedziba gminy związkowej Kandel. W 2009 liczyło 8 379 mieszkańców. Położone blisko granicy z Francją, ok. 18 km na północny zachód od Karlsruhe, i ok. 15 km na południowy wschód od Landau in der Pfalz.